# 10131 Stånga
10131 Stanga è un asteroide della fascia principale. Scoperto nel 1993, presenta un'orbita caratterizzata da un semiasse maggiore pari a 2,3014726 UA e da un'eccentricità di 0,1770305, inclinata di 2,78205° rispetto all'eclittica.